# Derrick Campbell
Derrick Nathan Campbell (ur. 18 lutego 1972 w Cambridge) – kanadyjski łyżwiarz szybki specjalizujący się w short tracku. Złoty medalista olimpijski z Nagano.
Igrzyska w 1998 były jego drugą olimpiadą. Cztery lata wcześniej startował indywidualnie i w sztafecie, jednak zajmował miejsca poza podium. W Nagano wspólnie z kolegami triumfował w sztafecie. Był medalistą mistrzostw świata, w tym złotym. Po zakończeniu kariery został szkoleniowcem, obecnie jest trenerem kadry Kanady.